# Asociación de Informáticos del Uruguay
Asociación de Informáticos del Uruguay o ASIAP es una organización que agrupa a los informáticos uruguayos.

## Historia
Fue fundada en 1994 y tiene como fin contribuir al avance de la ciencia y la tecnología.
Agrupa a profesionales y técnicos de disciplinas relacionados de alguna forma con la informática. Y es encargada de organizar eventos relevantes como las Jornadas de Informática de la Administración Pública, evento que se realiza desde 1992. Estas jornadas se desarrollan de forma ininterrumpida, cada año, convocando gran cantidad de público.
La asociación cuenta con más de 400 socios, en su mayoría informáticos relacionados con la administración pública.

La ASIAP organiza varios eventos entre ellos las Jiap, las InterJiap, las Asiaprendo.